# Hexigten
Hexigten (chữ Hán giản thể:克什克腾旗, bính âm: Kèshíkèténg Qí) là một kỳ thuộc địa cấp thị Xích Phong, Khu tự trị Nội Mông, Cộng hòa Nhân dân Trung Hoa. Kỳ này có diện tích:20.673 km², dân số 250.000 người. Trung tâm hành chính là trấn Kinh Bằng. Về mặt hành chính, kỳ này được chia thành 4 trấn, 5 tô mộc và 19 hương.

## Khí hậu
| Dữ liệu khí hậu của Kỳ Hexigten, elevation 1.003 m (3.291 ft), (1991–2020 normals, extremes 1981–2010) | Dữ liệu khí hậu của Kỳ Hexigten, elevation 1.003 m (3.291 ft), (1991–2020 normals, extremes 1981–2010) | Dữ liệu khí hậu của Kỳ Hexigten, elevation 1.003 m (3.291 ft), (1991–2020 normals, extremes 1981–2010) | Dữ liệu khí hậu của Kỳ Hexigten, elevation 1.003 m (3.291 ft), (1991–2020 normals, extremes 1981–2010) | Dữ liệu khí hậu của Kỳ Hexigten, elevation 1.003 m (3.291 ft), (1991–2020 normals, extremes 1981–2010) | Dữ liệu khí hậu của Kỳ Hexigten, elevation 1.003 m (3.291 ft), (1991–2020 normals, extremes 1981–2010) | Dữ liệu khí hậu của Kỳ Hexigten, elevation 1.003 m (3.291 ft), (1991–2020 normals, extremes 1981–2010) | Dữ liệu khí hậu của Kỳ Hexigten, elevation 1.003 m (3.291 ft), (1991–2020 normals, extremes 1981–2010) | Dữ liệu khí hậu của Kỳ Hexigten, elevation 1.003 m (3.291 ft), (1991–2020 normals, extremes 1981–2010) | Dữ liệu khí hậu của Kỳ Hexigten, elevation 1.003 m (3.291 ft), (1991–2020 normals, extremes 1981–2010) | Dữ liệu khí hậu của Kỳ Hexigten, elevation 1.003 m (3.291 ft), (1991–2020 normals, extremes 1981–2010) | Dữ liệu khí hậu của Kỳ Hexigten, elevation 1.003 m (3.291 ft), (1991–2020 normals, extremes 1981–2010) | Dữ liệu khí hậu của Kỳ Hexigten, elevation 1.003 m (3.291 ft), (1991–2020 normals, extremes 1981–2010) | Dữ liệu khí hậu của Kỳ Hexigten, elevation 1.003 m (3.291 ft), (1991–2020 normals, extremes 1981–2010) |
| Tháng                                                                                                  | 1 | 2 | 3 | 4 | 5 | 6 | 7 | 8 | 9 | 10 | 11 | 12 | Năm |
| --- | --- | --- | --- | --- | --- | --- | --- | --- | --- | --- | --- | --- | --- |
| Cao kỉ lục °C (°F)                                                                                     | 4.0 (39.2)                                                                                             | 14.2 (57.6)                                                                                            | 22.3 (72.1)                                                                                            | 31.5 (88.7)                                                                                            | 34.7 (94.5)                                                                                            | 36.2 (97.2)                                                                                            | 37.8 (100.0)                                                                                           | 35.6 (96.1)                                                                                            | 33.4 (92.1)                                                                                            | 26.8 (80.2)                                                                                            | 20.4 (68.7)                                                                                            | 11.6 (52.9)                                                                                            | 37.8 (100.0)                                                                                           |
| Trung bình ngày tối đa °C (°F)                                                                         | −10.3 (13.5)                                                                                           | −5.0 (23.0)                                                                                            | 3.6 (38.5)                                                                                             | 13.3 (55.9)                                                                                            | 20.8 (69.4)                                                                                            | 25.1 (77.2)                                                                                            | 27.4 (81.3)                                                                                            | 26.2 (79.2)                                                                                            | 21.1 (70.0)                                                                                            | 12.4 (54.3)                                                                                            | 1.0 (33.8)                                                                                             | −8.1 (17.4)                                                                                            | 10.6 (51.1)                                                                                            |
| Trung bình ngày °C (°F)                                                                                | −16.4 (2.5)                                                                                            | −12.2 (10.0)                                                                                           | −3.8 (25.2)                                                                                            | 5.8 (42.4)                                                                                             | 13.3 (55.9)                                                                                            | 18.0 (64.4)                                                                                            | 20.9 (69.6)                                                                                            | 18.9 (66.0)                                                                                            | 12.8 (55.0)                                                                                            | 4.4 (39.9)                                                                                             | −5.7 (21.7)                                                                                            | −14.0 (6.8)                                                                                            | 3.5 (38.3)                                                                                             |
| Tối thiểu trung bình ngày °C (°F)                                                                      | −21.2 (−6.2)                                                                                           | −17.9 (−0.2)                                                                                           | −10.1 (13.8)                                                                                           | −1.6 (29.1)                                                                                            | 5.4 (41.7)                                                                                             | 10.9 (51.6)                                                                                            | 14.7 (58.5)                                                                                            | 12.5 (54.5)                                                                                            | 5.7 (42.3)                                                                                             | −2.0 (28.4)                                                                                            | −10.9 (12.4)                                                                                           | −18.7 (−1.7)                                                                                           | −2.8 (27.0)                                                                                            |
| Thấp kỉ lục °C (°F)                                                                                    | −35.3 (−31.5)                                                                                          | −31.3 (−24.3)                                                                                          | −27.8 (−18.0)                                                                                          | −17.1 (1.2)                                                                                            | −5.4 (22.3)                                                                                            | 0.7 (33.3)                                                                                             | 4.8 (40.6)                                                                                             | 2.3 (36.1)                                                                                             | −7.4 (18.7)                                                                                            | −14.9 (5.2)                                                                                            | −28.5 (−19.3)                                                                                          | −33.2 (−27.8)                                                                                          | −35.3 (−31.5)                                                                                          |
| Lượng Giáng thủy trung bình mm (inches)                                                                | 2.5 (0.10)                                                                                             | 3.6 (0.14)                                                                                             | 7.5 (0.30)                                                                                             | 17.4 (0.69)                                                                                            | 43.4 (1.71)                                                                                            | 64.2 (2.53)                                                                                            | 106.0 (4.17)                                                                                           | 74.7 (2.94)                                                                                            | 37.8 (1.49)                                                                                            | 20.0 (0.79)                                                                                            | 8.6 (0.34)                                                                                             | 3.8 (0.15)                                                                                             | 389.5 (15.35)                                                                                          |
| Số ngày giáng thủy trung bình (≥ 0.1 mm)                                                               | 4.5 | 3.9 | 5.4 | 5.6 | 8.4 | 13.7                                                                                                   | 15.3                                                                                                   | 11.7                                                                                                   | 8.7 | 6.6 | 5.6 | 5.9 | 95.3                                                                                                   |
| Số ngày tuyết rơi trung bình                                                                           | 10.1                                                                                                   | 7.8 | 8.8 | 5.3 | 0.9 | 0 | 0 | 0 | 0.5 | 4.5 | 9.1 | 12.0                                                                                                   | 59 |
| Độ ẩm tương đối trung bình (%)                                                                         | 64 | 60 | 51 | 42 | 43 | 58 | 67 | 67 | 60 | 55 | 59 | 64 | 58 |
| Số giờ nắng trung bình tháng                                                                           | 211.3                                                                                                  | 221.7                                                                                                  | 265.0                                                                                                  | 263.3                                                                                                  | 286.7                                                                                                  | 273.6                                                                                                  | 267.6                                                                                                  | 277.4                                                                                                  | 250.1                                                                                                  | 235.0                                                                                                  | 197.1                                                                                                  | 191.2                                                                                                  | 2.940                                                                                                  |
| Phần trăm nắng có thể                                                                                  | 72 | 74 | 71 | 65 | 63 | 60 | 58 | 65 | 68 | 70 | 69 | 69 | 67 |
| Nguồn: China Meteorological Administration                                                             | | | | | | | | | | | | | |